# Jerzy Magórski
Jerzy Magórski (ur. 2 stycznia 1927 w Piątnicy, zm. 2 lutego 1991 w Warszawie) – polski aktor teatralny, filmowy, dubbingowy i radiowy.
Zaczynał karierę w teatrze Ziemi Opolskiej w Opolu. Zmarł 2 lutego 1991 roku w Warszawie.

## Filmografia
- 1955: Podhale w ogniu

## Role w Teatrze TV
- 1960: Proces Joanny D’arc – Elegancki pan[2]
- 1960: Bajka noworoczna
- 1961: Mistrz Pathelin
- 1961: Bal manekinów

## Dubbing
- 1951: Alicja w Krainie Czarów –
  - Zwariowany Kapelusznik,
  - Król Kier